# UTC±00:00

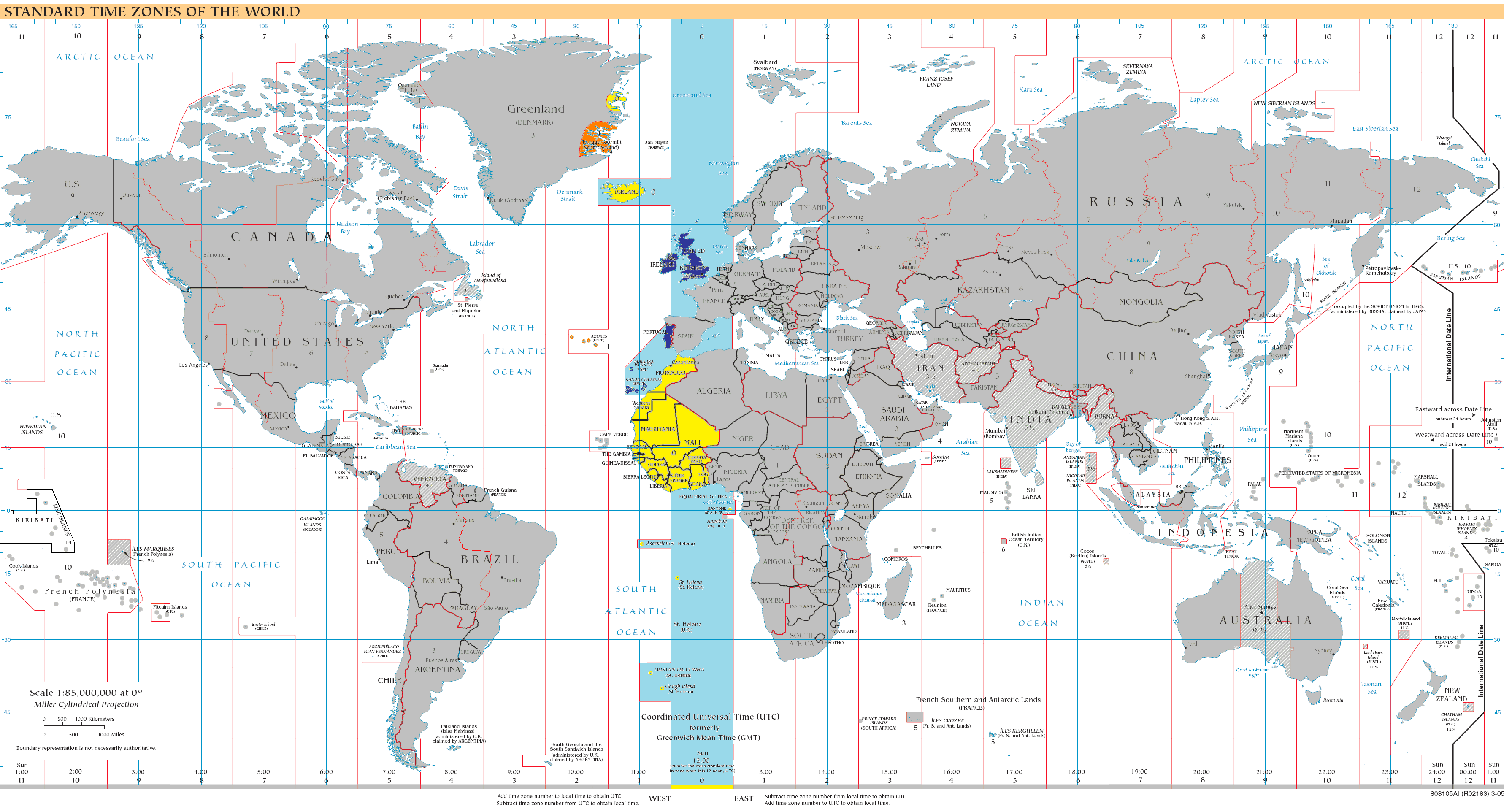
UTC±0：藍（12月）、橘（6月）、黃（全年）、淡藍 - 海洋

UTC±00:00與下列时区相同：
- 格林威治标准时间
- 欧洲西部时间

## 未實行日光節約時間的地區
- 布吉納法索
- 布韦岛
- 格陵兰
  - 東北
    - 丹麦港與其鄰近區域
- 几内亚
- 冰島
- 利比里亚
- 毛里塔尼亚
- 聖赫勒拿（包含阿森松島和翠斯鄧科納島）
- 聖多美和普林西比
- 塞内加尔
- 多哥

注意：
1. 比亚尔格角（英语：Bjargtangar）是UTC+0時區（未實行日光節約地區）內最西邊的地點，位在冰島的西北側（西經24度32分）。當地時間實際比時區規範的時間還快1小時38分鐘，此為最大誤差。
2. 布威島是UTC+0時區（未實行日光節約地區）內最東邊的地點，位在大西洋（東經3度24分），屬於挪威領地。

## 實行日光節約時間的地區
- 法罗群岛*
- 根西*
- 愛爾蘭*
- 马恩岛*
- 澤西*
- 葡萄牙*（除本土外也作亞速群島的日光節約時間）
- 西班牙
  - 加那利群島*（實行歐洲夏令時間）
- 英国*（GMT／BST）
- 摩洛哥*（齋戒月期間實行格林威治標準時間）
- 西撒哈拉*（齋戒月期間實行格林威治標準時間）

注意：
1. 西班牙加那利群島的耶罗岛（西經18度）為未使用日光節約時間的時區內最西邊的地點，實際時間在夏日比UTC+0時區快2小時12分鐘，此為時區內最大的誤差。
2. 英國東安格利亞薩福克郡的洛斯托夫特為未使用日光節約時間的時區內最東邊的地點（東經1度45分）。

| UTC±0 | 0 | 1 | 2  | 3  | 4  | 5  | 6  | 7  | 8  | 9  | 10 | 11 | 12 | 13 | 14 | 15 | 16     | 17     | 18     | 19     | 20     | 21     | 22     | 23     |
| ----- | - | - | -- | -- | -- | -- | -- | -- | -- | -- | -- | -- | -- | -- | -- | -- | ------ | ------ | ------ | ------ | ------ | ------ | ------ | ------ |
|       | 8 | 9 | 10 | 11 | 12 | 13 | 14 | 15 | 16 | 17 | 18 | 19 | 20 | 21 | 22 | 23 | 翌日 0 | 翌日 1 | 翌日 2 | 翌日 3 | 翌日 4 | 翌日 5 | 翌日 6 | 翌日 7 |